# Су-6
Су-6 — советский опытный бронированный штурмовик с поршневым двигателем воздушного охлаждения времён Второй мировой войны конструкции Опытного конструкторского бюро советского авиаконструктора Павла Сухого.

## История
4 марта 1940 года ОКБ Сухого получило официальное задание от Комитета обороны при СНК СССР «Спроектировать и построить одномоторный бронированный одноместный штурмовик с мотором М-71… Самолёт построить в двух экземплярах…».
Работы по первому экземпляру начались  на авиационном заводе № 135 в Харькове в середине апреля 1940 года. После эвакуации ОКБ на Урал в город Молотов доводка самолета и его испытания продолжались до конца января 1941 года, что было вызвано переездом на новое место, слабой производственной базой завода № 289 и отсутствием мотора М-71.
1 марта 1941 года лётчик А. И. Кокин приступил к проведению сокращённых заводских испытаний, продолжавшихся до конца августа. В ходе испытаний было установлено, что по скорости полёта, скороподъёмности и взлётно-посадочным характеристикам Су-6 М-71 значительно превосходит Ил-2 АМ-38, но отсутствие пушечного и реактивного вооружения препятствовало постановке вопроса о серийном производстве. С 25 сентября по 10 октября самолёт проходил контрольные испытания в НИИ ВВС КА. Завершить их в полном объёме не удалось, так как окончился ресурс единственного имевшегося в наличии двигателя М-71.
В январе 1942 года был завершён постройкой второй экземпляр штурмовика Су-6. В отличие от первого экземпляра на нём были установлены две пушки ВЯ-23, четыре пулемёта ШКАС и десять РО для РС-82 или РС-132.
Заводские испытания самолёта проводились с 15 января по 23 февраля, а 24 февраля самолёт был передан на госиспытания в НИИ ВВС КА. С перерывами, они продолжались до конца мая 1942 года. В Акте государственных испытаний отмечалось:
«…Самолёт Су-6 с мотором М-71 по максимальной скорости горизонтального полёта стоит выше штурмовика Ил-2 АМ-38…
…После выполнения боевого задания… самолёт Су-6 обладает максимальной скоростью… 483 км/ч на 10-ти минутном форсаже. Эта скорость делает самолёт Су-6 труднодосягаемым для истребителей противника, имеющих незначительное преимущество в скорости…

… Считать целесообразным постройку небольшой войсковой серии самолётов Су-6 с М-71, как представляющих интерес по сравнительно большой максимальной горизонтальной скорости и имеющих мощное стрелково-пушечное и реактивное вооружение…».
В июне был подготовлен проект постановления ГКО о постройке к 15 декабря 1942 года войсковой серии из 25 одноместных бронированных штурмовиков Су-6 с М-71, но, вопрос о постройке войсковой серии так и не был решен. П. О. Сухой, с учетом всех замечаний и дефектов, обнаруженных на государственных испытаниях, с разрешения А. И. Шахурина приступил к постройке модифицированного Су-6. К концу декабря модифицированный Су-6 с М-71Ф был практически готов, но, учитывая изменившиеся требования к штурмовику, П. О. Сухой принял решение переделать его в двухместный. 6 марта 1943 года лётчик Н. Д. Фиксон поднял двухместный Су-6 в воздух, а к середине июня заводские испытания были завершены, и самолёт передали в НИИ ВВС КА для проведения государственных испытаний.
Су-6 М-71Ф успешно прошёл госиспытания. Выяснилось, что по максимальным скоростям, скороподъёмности, потолку и дальности он значительно превосходил находившийся на вооружении ВВС КА штурмовой самолёт Ил-2 с АМ-38Ф. Но наладить серийное производство мотора М-71Ф в трудных условиях военного времени не удалось. Поэтому П. О. Сухому было приказано заменить двигатель М-71Ф на менее мощный АМ-42.
22 февраля 1944 г. Г. И. Комаров приступил к заводским испытаниям штурмовика Су-6 с АМ-42. По завершении заводских испытаний, в конце апреля, самолёт был передан на госиспытания, которые 15 мая были приостановлены из-за ненормальной работы АМ-42.
В мае 1944 года успешно завершил госиспытания штурмовик Ил-10 с АМ-42, показавший высокие летные данные. Сравнение ЛТД варианта Су-6 АМ-42 с Ил-10 было не в пользу первого. Суховский штурмовик уступал ильюшинской машине по большинству определяющих характеристик, в первую очередь, по его более высокой подвижности и обороноспособности. В итоге, был сделан вывод о нецелесообразности запуска Су-6 с АМ-42 в серийное производство.
Главной причиной отказа от серийного производства стало отсутствие в производстве двигателя М-71, под который изначально был спроектирован Су-6. В качестве «утешительного приза», за создание двухместного штурмовика Су-6 М71Ф главный конструктор П.О. Сухой был удостоен Сталинской премии 1 степени, которую он передал в фонд обороны.
Как пишет О.В. Растренин («Летающие танки Ильюшина», 2018): «Если оценивать конкурировавшие машины по современным методикам, то можно сделать неутешительный вывод: на вооружение ВВС приняли далеко не самую удачную из них. Лучшим по боевой эффективности из числа самолетов поля боя, прошедших испытания весной – летом 1944 года, при решении задач авиационной поддержки войск (в обороне и в наступлении) был штурмовик Су-6 АМ-42 с 37-мм пушками 11П. При сопоставимых с Ил-10 летных и маневренных данных «сухой» имел преимущества по своему вооружению и почти в 1,6 раза превосходил «десятку» по боевой эффективности. Однако важным преимуществом Ил-10 перед Су-6 была относительная простота налаживания его массового производства – сказывалась преемственность по технологии и многим принципиальным решениям с Ил-2».

## Конструкция[2]
- Су-6 М-71 - двухместный бронированный штурмовик представлял собой свободнонесущий одномоторный моноплан с низкорасположенный крылом, нормальным оперением и убирающимся в центроплан шасси. Конструкция смешанная: крыло, центроплан и оперение были металлические, фюзеляж деревянный, обшивка рулей и элеронов полотняная.
- Фюзеляж - передняя часть фюзеляжа целиком защищалась броней, хвостовая часть фанерный монокок. Каркас фюзеляжа состоял из четырех лонжеронов, нескольких стрингеров и шпангоутов, обшивка выклеивалась из шпона. Фонарь кабины пилота сделан из оргстекла, неподвижная и подвижная его части крепились на дюралевом каркасе.
- Крыло - состоит из центроплана и двух отъёмных консолей. Центроплан и оба лонжерона крыла металлические, консоли крыла деревянные. Механизация крыла - элероны имели металлический каркас и полотняную обшивку, щитки цельнометаллические.
- Хвостовое оперение - киль и стабилизатор цельнометаллические, киль имел угол заклинения по отношению к оси фюзеляжа. стабилизатор закреплялся на фюзеляже. Места сопряжения оперения с фюзеляжем закрывались зализами.  Рули высоты и направления имели металлический каркас и полотняную обшивку. Все рулевые поверхности были снабжены управляемыми триммерами.
- Шасси - убираемое, классическое трехопорное с костыльным колесом. Основные опоры -  шасси одностоечные убирались назад в центроллан с разворотом колес на 90 градусов. Костыльное колесо убиралось назад в хвостовой обтекатель. Уборка и выпуск шасси - гидравлические, от помпы, установленной на двигателе. Амортизация шасси масляно-пневматическое.
- Силовая установка - двигатель воздушного охлаждения М-71Ф, мощностью 2200 л.с. Конструкторского бюро Аркадия Швецова монтировался на сварной раме. Воздушный винт трёхлопастной диаметром 3,25 м. Топливо размещалось в бензобаке расположенным под кабиной пилота. Бензобак емкостью 630 л был протектированный и заполнялся инертным газом из выходного коллектора мотора. Маслобак находился позади двигателя на противопожарной перегородке.
- Вооружение - в зависимости от модификации самолета авиационные пушки  11-П-37 или ВЯ-23, пулеметы ШКАС.

## Модификации
| Название модели  | Краткие характеристики, отличия. |
| ---------------- | --- |
| Су-6 М-71        | Производящийся серийный Су-6. Изготовлены только фюзеляжи к 6 июля 1942 года. В конце июля 1942 года все работы приостановлены. Задел законсервирован. Было произведено 5 экземпляров. |
| Су-6 М-71 (81)   | С марта 1941 до конца апреля 1941 года проходил заводские летные испытания в ЛИИ НКАП. В октябре 1941 года проходил контрольные испытания в НИИ ВВС РККА без стрелкового вооружения. К ноябрю 1942 года установлено вооружение пушки А. Э. Нудельмана и А. С. Суранова 11-П-37 ОКБ-16 (80 снарядов). |
| Су-6 М-71 (82)   | В сентябре 1941 года проходил сокращённые заводские испытания в ЛИИ НКАП. В конце 1941 года модифицирован (в дополнение к четырем крыльевым пулемётам ШКАС (3000 патронов) были установлены две пушки ВЯ-23 калибра 23 мм с боезапасом 230 снарядов). С 24 февраля по 12 марта 1942 года прошёл совместные с заводом № 289 государственные испытания. 12 марта 1942 года произошла авария двигателя М-71. За время испытаний было выполнено 24 полёта с суммарным налетом 15 ч 30 мин. В начале июля 1942 года с небольшими доработками, включающими улучшение бронирования и обзора вперед-вниз вторично проходил государственные испытания совместно с заводом № 289. К декабрю 1942 года установлены пушки Б. Г. Шпитального Ш-37 ОКБ-15 (80 снарядов).                                                                |
| Су-6 М-71Ф (СА)  | Переделан в двухместный вариант Су-6 М-71Ф (С2А) к началу марту 1943 года. 10 марта 1943 года начал проходить заводские летные испытания. 19 июня 1943 года передан на государственные испытания в НИИ ВВС. С 10 июня по 30 августа 1943 года совершил 42 полёта с налетом 23 часа 10 минут. |
| Су-6 М-71Ф (С2А) | Переоборудован в середине февраля 1944 года в Су-6 АМ-42 (разработка начата 2 декабря 1943 года. К 25 декабря 1943 года большая часть работ на самолёте была завершена). С 22 февраля 1944 года проходил заводские испытания. При первом опробовании мотора на земле произошел разрыв водорадиатора. К 28 февраля 1944 года был восстановлен. До 21 марта 1943 года выполнил 8 полётов с налетом 4 часа 50 минут. 28 апреля 1944 года с пушками ВЯ-23 поступил на государственные испытания. 16 мая 1944 года испытания были приостановлены вследствие совершенно ненормальной работы мотора. После замены двигателя на новый экземпляр двигателя АМ-42, госиспытания были возобновлены и продолжались до июля 1944 года. Всего с 28 апреля 1944 года по 2 июля 1944 года совершил 24 полёта с налетом 10 часов 25 минут. |
| Су-6 (ОБШ)       | Полноразмерный натурный макет. Произведён в декабре 1940 года. |

## Тактико-технические характеристики Су-6 М-71Ф образца 1943 года

### Технические характеристики
- Экипаж: 2 человека
- Длина: 9,24 м
- Размах крыла: 13,58 м
- Высота: 4,20 м
- Площадь крыла: 26 м²
- Масса пустого: 4110 кг
- Нормальная взлётная масса: 5534 кг
- Максимальная взлетная масса: 6200 кг
- Двигатель: 1 × звездообразный М-71Ф
  - Мощность: 2200 л. с.

### Лётные характеристики
- Максимальная скорость на большой высоте: 514 км/ч
- Максимальная скорость у земли: 480 км/ч
- Дальность полёта: 973 км
- Практический потолок: 8100 м
- Время набора высоты, мин/м: 10,6/5000

### Вооружение
- Стрелковое вооружение :
  - 2 ×  23 мм пушки ВЯ-23
  - 2 × 7,62 мм пулемёта ШКАС (1400 патронов)
  - 1 х   12,7 мм пулемёт УБТ (196 патронов)
- Бомбовая нагрузка: 400 кг бомб